# Менопауза
Менопауза се нарича период, настъпващ в напреднала зрялост при жените, по време на който намалява количеството на естрогени в организма, спира овулацията, а вследствие на това – и менструалният цикъл. Обикновено настъпва между 45 и 55 години (най-често около 50-ата година).